# Tommy och lodjuret
Tommy och lodjuret, även Tomi och lodjuret, (finska: Poika ja ilves) är en finsk film från 1998. Filmen regisserades av Raimo O. Niemi. Huvudrollen i filmen spelas Konsta Hietanen, tillsammans med bland annat Jarmo Mäkinen, Risto Tuorila och Antti Virmavirta. Filmen spelades in samtidigt på både finska och engelska.
Filmen hade premiär i Finland den 18 december 1998. I augusti 2019 släpptes filmen på bio i en restaurerad version.

## Handling
Filmens handlar om Tommy som motvilligt flyttar med sin pappa till en nationalpark i norra Finland. Där blir han vän med ett tamt lodjur.

## Rollista
- Konsta Hietanen – Tomi
- Risto Tuorila – Jouko
- Jarmo Mäkinen – Haapala
- Antti Virmavirta – Tomis pappa
- Kristiina Halttu – Helena
- Rauno Ahonen – Jaska
- Jussi Puhakka – Oula
- Markku Huhtamo – Kalle Pokka
- Mikko Kivinen – eläinpuiston johtaja
- Aarno Sulkanen – nimismies
- Tero Jartti – nuorempi poromies
- Ville Myllyrinne – Polis
- Katariina Kaitue – Tomis mamma
- Pentti Jumisko – ung renskötare
- Tapani Kenttämaa – ung renskötare
- Marko Keskitalo – ung renskötare
- Vesa-Matti Komonen – ung renskötare
- Matti Haapanen – djurparksarbetare
- Tero Ikonen – djurparksarbetare
- Matti Kumpuniemi – djurparksarbetare
- Juha Eteläinen – helikopterpilot
- Esa Rintala – helikopterpilot

## Produktion
Filmen producerades av Wildcat Production i samproduktion med Balboa 2 och Samsa Film med en budget på 13 103 151 finska mark och distribuerades i Finland av Nordisk Film.
Filmens spelades in mellan den 19 augusti - 29 september 1997 och 27 februari - 28 mars 1998. De flesta utomhusscenerna spelades in runt trakterna i Ranua, Posio med några scener i Rovaniemi, Auttiköngäs, Pudasjärvi, medan några inomhusscener spelades in i en studio i Ranua.

## Mottagande
Den lockade över 380 000 biobesökare i Finland blev den tredje mest sedda filmen under 1990-talet.